# Tūdārān
Tūdārān (persiska: توداران) är en ort i Iran.   Den ligger i provinsen Qazvin, i den norra delen av landet, 100 km nordväst om huvudstaden Teheran. Tūdārān ligger 1 868 meter över havet och antalet invånare är 150.
Terrängen runt Tūdārān är kuperad åt sydväst, men åt nordost är den bergig. Runt Tūdārān är det ganska tätbefolkat, med 108 invånare per kvadratkilometer. Närmaste större samhälle är Abyek, 14,1 km söder om Tūdārān. Trakten runt Tūdārān består i huvudsak av gräsmarker.